# Escorredor de arroz

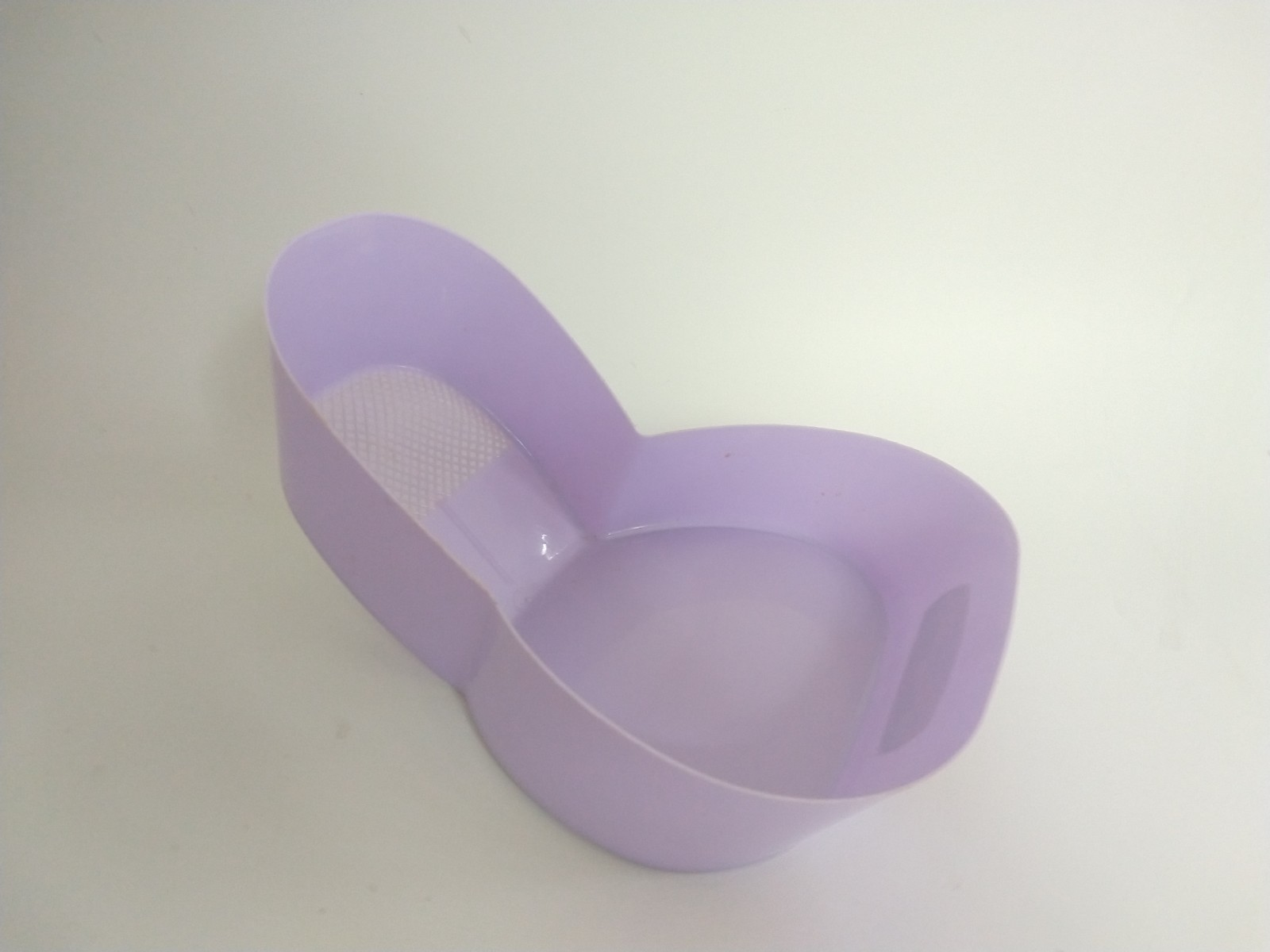
Escorredor de arroz, muito comum em cozinhas brasileiras

Lava-arroz ou escorredor de arroz é um utensílio culinário utilizado para lavar o arroz com o objetivo deste não adentrar a pia e esta entupir. Foi desenvolvido pela cirurgiã-dentista paulista Therezinha Beatriz Alves de Andrade Zorowich no ano de 1959.
O escorredor de arroz foi produzido industrialmente pela primeira vez pela empresa Trol S/A, a qual obteve a licença e patente, pagando dividendos para a inventora durante 15 anos, data da expiração da patente.

## Origem

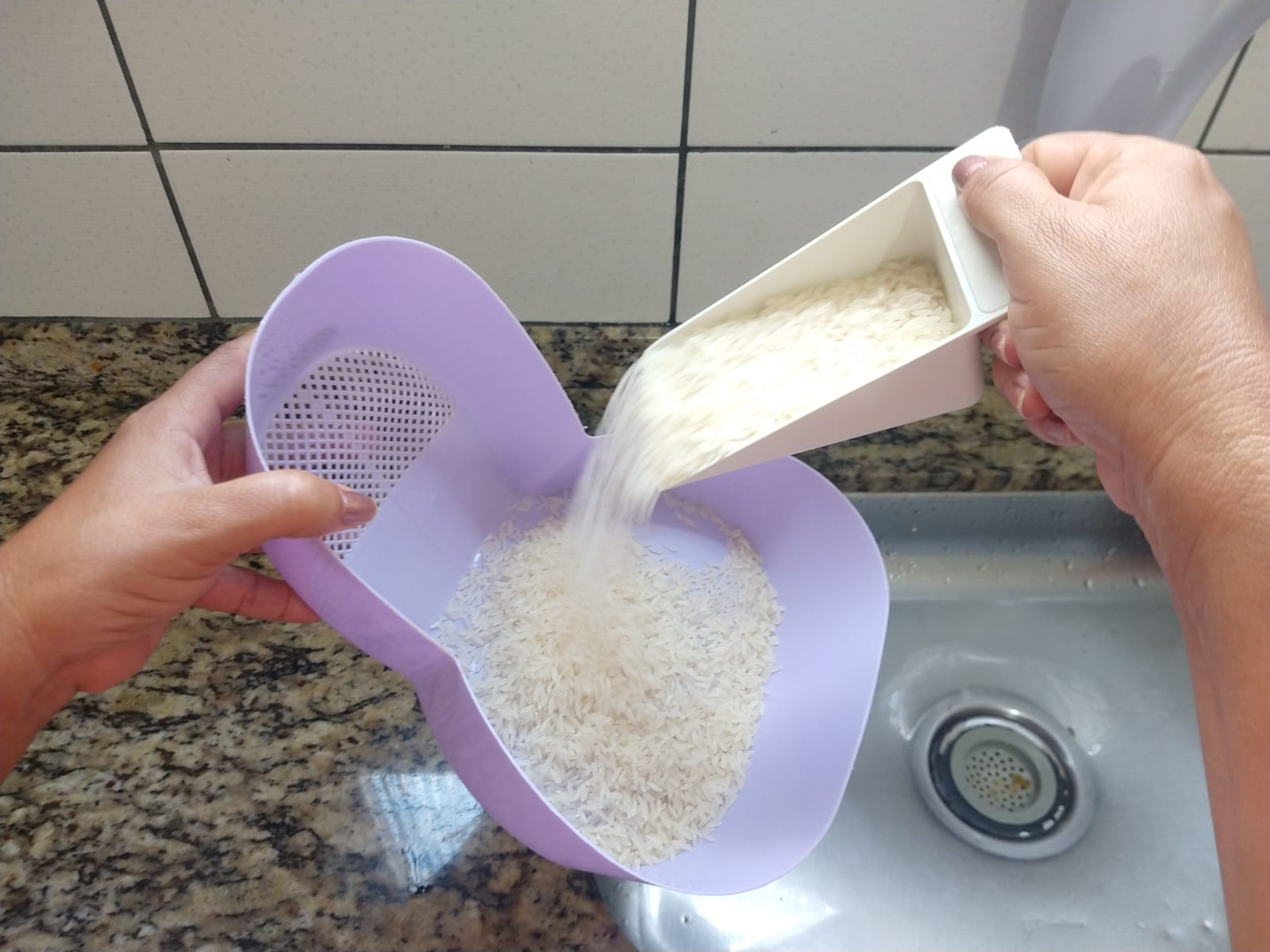
Escorredor de arroz sendo utilizado

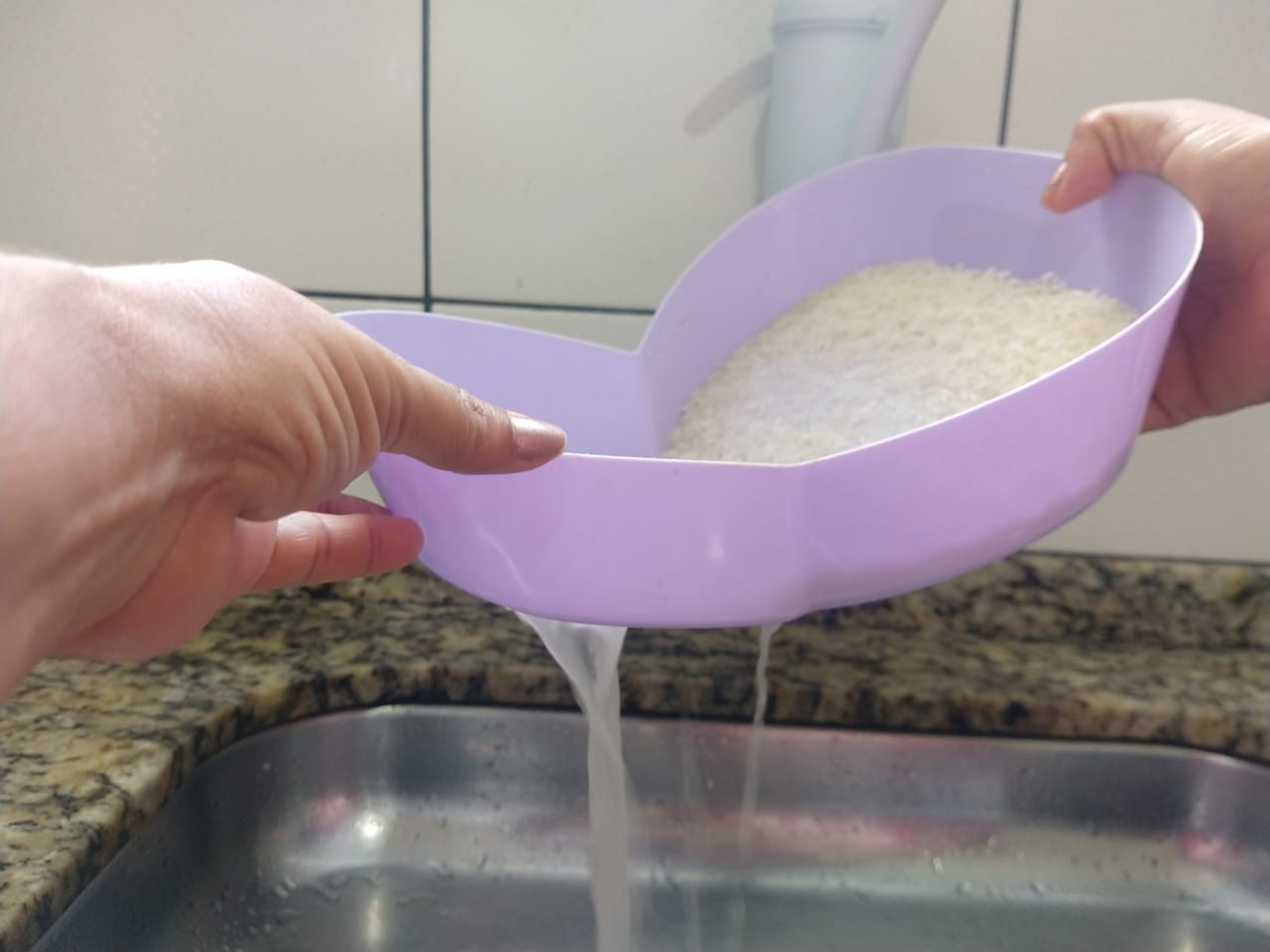
Escorredor de arroz sendo utilizado

Em 1958, Therezinha Zorowitch teve a ideia de fazer um escorredor de arroz após se deparar inúmeras vezes com o mesmo problema quando chegava em casa de seu consultório de dentista. Sempre que a empregada fazia a limpeza dos alimentos sua pia ficava entupida por causa de pedaços que escapavam no momento de escorrer a porção desejada. O incômodo de precisar utilizar dois utensílios diferentes para uma única tarefa foi resolvido quando, com um lampejo, Therezinha teve a ideia de conjugar os dois tipos de bacia necessárias, uma com o fundo sólido e outra com furos estilo peneira. O formato em V pensado por Therezinha, lembrando as conchas de um marisco abertas, permitia a dupla usabilidade do objeto e tornava mais fácil a realização da tarefa de lavar grãos, frutas e vegetais e supria a necessidade de transpor o conteúdo de um recipiente para o outro. As duas partes interligadas do escorredor, formando um ângulo superior a 90 graus, permite o uso revezado das partes, ficando um lado sempre em suspensão enquanto o outro esta em uso.
Com a ajuda de seu marido e as ferramentas do engenheiro que dispunham em casa, a dentista fez o primeiro protótipo de seu escorredor a partir de papel alumínio reforçado e grampos. Ao verem que tinham uma boa ideia em mãos o casal patenteou a ideia, no entanto, não dispunham de capital suficiente para pôr o produto em prática. Logo, os dois tentaram pela primeira vez apresentar o projeto para a Atma, grande fabricante de produtos plásticos na época, mas foram recusados.
Mais tarde um primo da mãe de Therezinha, Eduardo Garcia Rossi, secretário na Federação das Indústrias do Estado de São Paulo (Fiesp), levou a ideia até Joaquim Ferreira, dono da Trol na época. O casal em sua segunda tentativa de apresentar a ideia, agora para a Trol S/A, foi mais feliz e a produção do “lavarroz” teve seu início em 1959 com Therezinha tendo parte em 10% dos lucros em cada unidade vendida e recolhendo royalties até 1978.
O produto se tornou um sucesso e em 1961 ganhou o título de item mais vendido da Associação Brasileira de Supermercados (Abras) e no ano seguinte foi a grande estrela da Feira de Utilidades Domésticas de São Paulo.